# 矛盾 (專輯)
《矛盾》為香港男歌手陳奐仁的第三張個人音樂專輯，亦是他加盟太陽娛樂文化後的第一張專輯，於2013年1月28日發售。全碟走抒情曲風，收錄十首歌曲，包括熱播作品《矛盾》和動人情歌《毛毛蟲》等，其十首新作所有曲、詞、編、監、唱、錄音、混音、樂器演奏均由陳奐仁一手包辦。陳奐仁也成爲華語樂壇首位一張專輯内包辦曲、詞、編、監、唱、錄音、混音、樂器演奏的歌手。

## 專輯曲目
1. 矛盾
2. 相濡以沫
3. 毛毛蟲
4. 他她他
5. I Love You
6. 手牽手
7. 微博分手記
8. 小甜心
9. 心房的鑰匙
10. 還是老歌最感動